# Lingotto

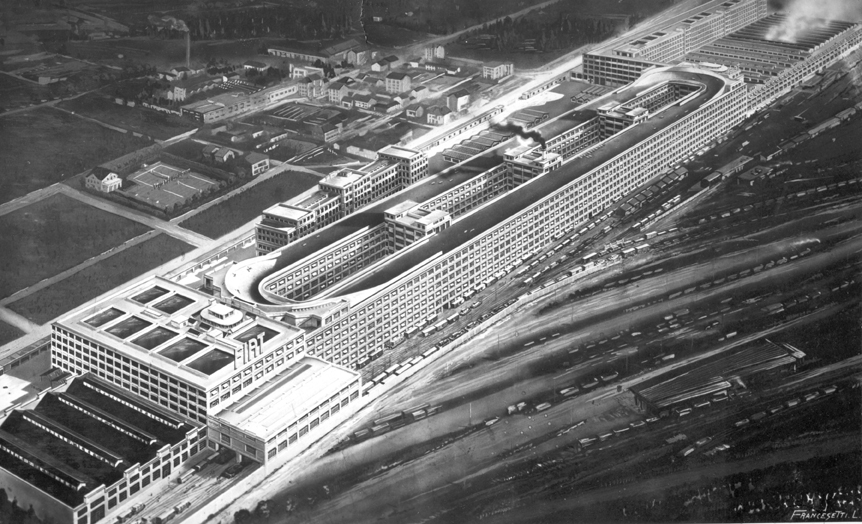
Historický pohled na budovu Lingotto s testovací dráhou na střeše (1928)

Lingotto je název čtvrti v italském Turíně, stejně jako název budovy Lingotto na Via Nizza. Kdysi v něm sídlila továrna na automobily postavená italskou automobilkou Fiat a dnes je zde administrativní sídlo výrobce a víceúčelové centrum podle projektu architekta Renza Piana.

## Historie

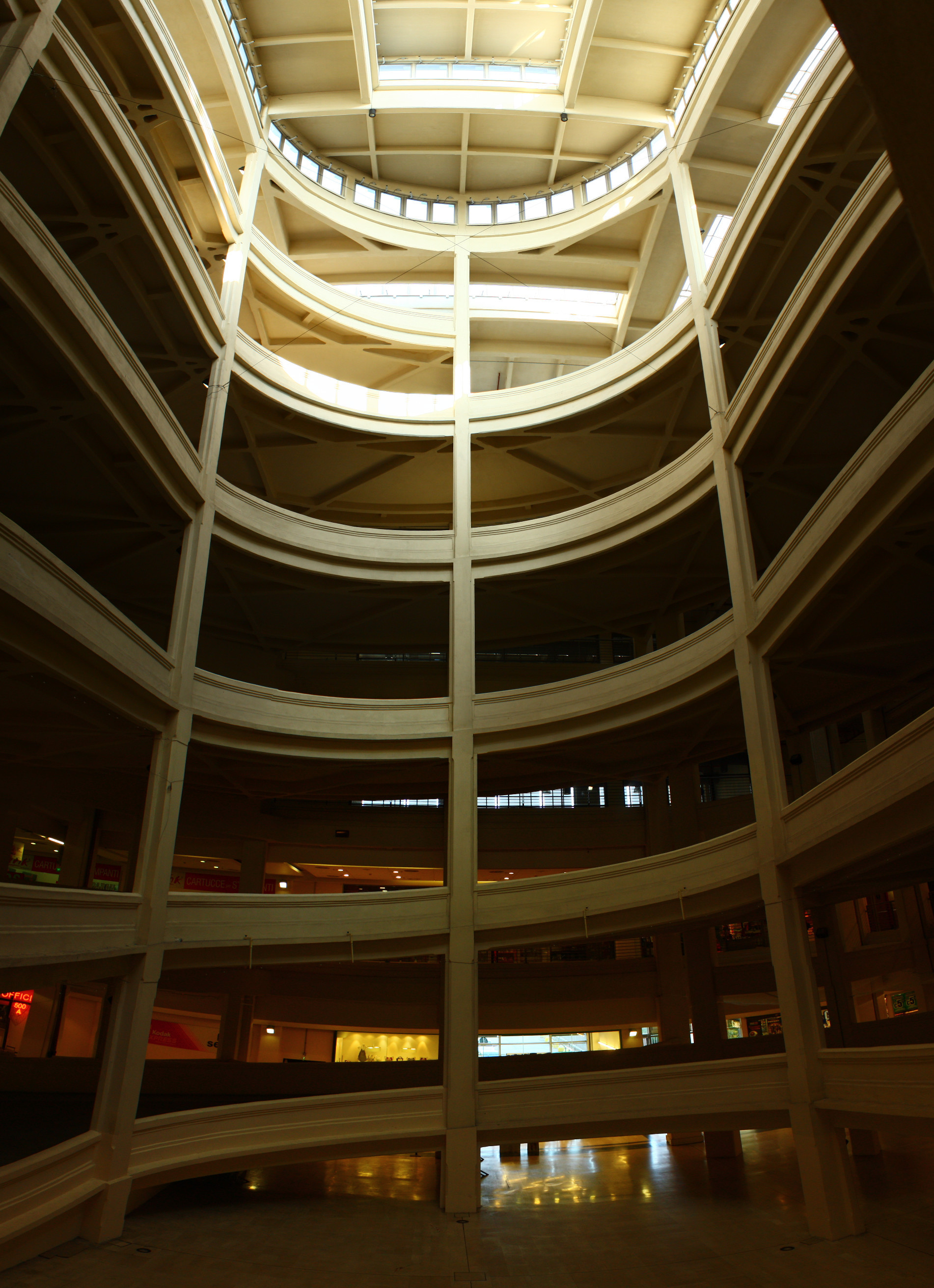
Nájezdová rampa pro přesun vozidel do vyšších pater bývalé továrny Fiat (2013)

Stavba budovy byla zahájena v roce 1916 a slavnostně otevřena v roce 1923. Návrh automobilové továrny od mladého architekta Giacomo Matté-Trucco byl neobvyklý v tom, že měl pět pater. V přízemí do továrny vstupovaly suroviny a auta vznikala na montážní lince, která vedla budovou vzhůru. Dokončená auta vyjela na střechu a vydala se na testovací jízdu po 1,5 km dlouhé  testovací dráze. Stavbu provedla firma GA Porcheddu. V době vzniku to byla největší továrna na výrobu automobilů na světě. Na svou dobu byla budova Lingotto avantgardní, vlivná a působivá — Le Corbusier ji nazval „jednou z nejpůsobivějších památek v průmyslu“ a „návod pro územní plánování“. Za dobu aktivní výroby se tam postupně vyrábělo 80 různých modelů aut, včetně Fiatu Topolino z roku 1936.
Na konci 70. let začala být továrna zastaralá. Již byla překonána větší a pokročilejší továrnou Fiat Mirafiori a bylo rozhodnuto ji uzavřít v roce 1982. Uzavření továrny vedlo k diskusím ohledně její budoucnosti a obecně jak se vyrovnat s koncem výroby. Byla zahájena architektonická soutěž na využití budovy, kterou nakonec vyhrál Renzo Piano, který představil zajímavý nový veřejný prostor pro celé město. Přestavba byla dokončena v roce 1989. Stará továrna byla přestavěna na moderní komplex s koncertními sály, divadlem, konferenčním centrem, nákupními středisky a hotely. Východní část budovy je sídlem fakulty automobilního inženýrství Polytechnické univerzity Turín. Zkušební dráha byla zachována a lze ji navštívit z vrchního patra nákupního střediska.
Podobné střešní testovací okruhy vznikly i jinde, například v továrně značky Imperia v Nessonvaux v Belgii, která byla postavena v roce 1928 a byla přes 1 km dlouhá. Druhým takovým příkladem je Palacio Chrysler v Buenos Aires v Argentině.

## V kultuře

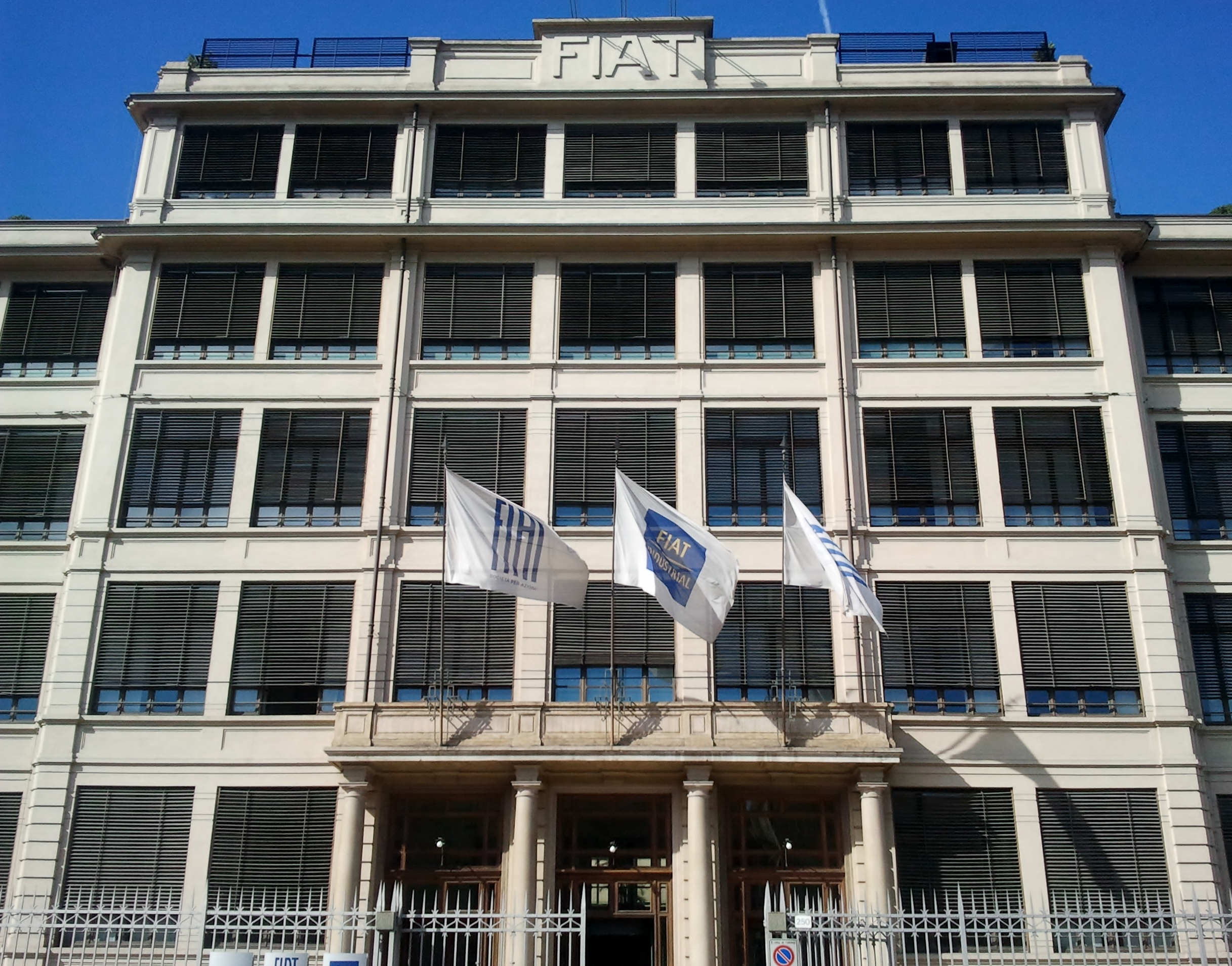
Budova Palazzina (2011)

Budova Lingotto je součástí děje filmu Ve službách mafie (v originále Mafioso) z roku 1962.
Část továrny včetně střešní testovací dráhy se objevila v automobilové honičce v britském filmu Prácička v Itálii (v originále The Italian Job) uvedeného v roce 1969.
Budova se objevila i ve čtvrté epizodě 20. sezóny americké reality show The Amazing Race v roce 2012.
Budova i s testovací dráhou účinkovala i prvním díle dokumentu James May a lidové autíčko.